# Capensibufo rosei
Capensibufo rosei är en groddjursart som först beskrevs av Hewitt 1926.  Capensibufo rosei ingår i släktet Capensibufo och familjen paddor. Inga underarter finns listade.
Denna padda förekommer endemisk på Kaphalvön i sydvästra Sydafrika. Arten lever i låglandet och i bergstrakter mellan 60 och 1000 meter över havet. Individerna vistas i områden med gräs, hed och glest fördelade buskar (fynbos).
Honor lägger cirka 100 ägg mellan juli och september och lämnar de i vattenpölar som vanligen är upp till 2 cm djupa. Vattnets temperatur ligger mellan 12 och 22 C°. Grodynglens metamorfos avslutas i slutet av september eller under oktober.
Fram till 2010-talet var landskapsförändringar ett större hot mot beståndet. Bränder som förekommer i regionen är skadliga för grodorna. I delar av halvön blev vegetationen för tät så att inga pölar bildas vid regnfall. Som orsak utpekas det minskande antalet av växtätande däggdjur på halvön. Utbredningsområdet är endast upp till 25 km² stort. IUCN kategoriserar arten globalt som akut hotad.